# Cecilia Pezet
María Cecilia Blanchet Pezet (Ciudad de México, 27 de abril de 1953), más conocida como Cecilia Pezet, es una actriz retirada, empresaria y altruista mexicana. Reconocida por haber participado en diversas películas de los años setenta como La lucha con la pantera, Fuga en la noche, El Llanto de la tortuga y su papel protagónico en la película Satánico Pandemonium al lado de Enrique Rocha. Es fundadora y presidenta de la asociación civil Ministerios de amor, dedicada a ayudar a niños de la calle

## Trayectoria cinematográfica
Cecilia Pezet es hija de los empresarios Eduardo Blanchet Seseña y María Elena Pezet Amieva, y nieta del reconocido productor cinematográfico Jorge Pezet. A temprana edad se involucró en el modelaje y la actuación, debutando en la película Elena y Raquel en 1971 interpretando un papel secundario. 
Continuaría participando en fotonovelas, teatro, telenovelas, cortometrajes y en películas del cine mexicano, sobre todo centradas en temáticas de la época, destacando entre ellas su interpretación como Laura en la película El Cielo y Tú, y protagonizando al lado de Rodolfo de Anda la película Fuga en la noche encarnando a Marcela, la prometida del protagonista. Además actuaría en la cinta Ángeles y Querubines de Rafael Corkidi.
En 1973 viviría su año más activo, realizando interpretaciones secundarias en las películas Masajista de señoras y Peluquero de señoras al lado de los cómicos Alejandro Suárez y Héctor Lechuga, incluyendo una esporádica aparición en la película Los Cachorros de Jorge Fons. Posteriormente en 1974 aparecería en la telenovela Mundo de Juguete y tendría una destacada participación coprotagonizando al lado de Hugo Stiglitz, Isela Vega, Jorge Rivero y Gregorio Casal la película "El llanto de la tortuga", y una aparición especial en La lucha con la pantera.

## Satánico Pandemónium y retiro
Su aspecto inocente y carisma la llevaron a ser seleccionada a finales de 1973 para interpretar a Sor María en la película "Satánico Pandemonium", que sería dirigida por el reconocido director Gilberto Martínez Solares. El rodaje se realizó en la primavera de 1974, siendo una película controvertida que trata acerca de una joven monja que es tentada por el demonio (Enrique Rocha) para cometer actos carnales y criminales. El estreno de Satánico Pandemónium se retrasó, y sería lanzado hasta el verano de 1975, generando gran polémica debido a las escenas de desnudos, lesbianismo, pedofilia y violencia. Ha sido clasificada dentro del género nunsploitation, más aún cuando fue nombrada con el título "Satánico Pandemonium - La Sexorcista".
Al terminar las grabaciones de Satánico Pandemónium Cecilia Pezet se encontraba en el punto más alto de su carrera. Sin embargo se retiraría del cine y viajaría a Sudamérica donde emprendería diversos negocios.

## Labor altruista
Luego de su regreso a México y después más de diez años alejada de los medios para dedicarse a las labores empresariales, fundó en 1987 la asociación civil Ministerios de Amor, una organización dedicada a ayudar a niños de la calle, siendo conocida como "Mami Ceci". Actualmente se desempeña como presidenta de Ministerios de Amor, con nueve casas de atención distribuidas en la Ciudad de México, Guadalajara, Monterrey y Cuernavaca.

## Filmografía
- Elena y Raquel (1971) - Hippie
- El sinvergüenza (1971) - Empleada de la joyería
- Intimidades de una secretaria (1971) - Cecilia
- El cielo y tú (1971) - Gloria
- Ángeles y querubines (1972) - Onfalia
- Vendedor de Diamantes (1972) - Cortometraje
- Los cachorros (1973) - Malena
- Masajista de señoras (1973) - Empleada del Spa
- Los caprichos de la agonía (1973) - Documental
- Eva y Darío (1973) - Estudiante de Ballet
- Fuga en la noche (1973) - Marcela
- Peluquero de señoras (1973) - Empleada del Salón
- Diamantes, oro y amor (1973) - Sin acreditación
- Mundo de Juguete (1974) Telenovela - Matilde
- La lucha con la pantera (1974) - Artista invitada
- El llanto de la tortuga (1974) - Isabel
- Satánico Pandemonium (1975) - Sor María[8]
- Laberinto (1975) - Cortometraje
- III Festival Cervantino (1975)- Documental